# 三裂假福王草
三裂假福王草（学名：Paraprenanthes multiformis）是菊科假福王草属的植物，为中国的特有植物。分布在中国大陆的湖南、江西、福建、四川等地，生长于海拔600米至800米的地区，常生于山坡林缘及林下，目前尚未由人工引种栽培。